# Chiropotes chiropotes
Il chiropote barbarossa (Chiropotes chiropotes Humboldt, 1811) è un primate platirrino della famiglia dei Pitecidi.
Veniva un tempo considerato una sottospecie di Chiropotes satanas (C. satanas chiropotes), al quale è molto somigliante: tuttavia, presenta dimensioni minori e pelo della regione del quarto posteriore dorsale, del tutto assente nella specie satanas. Un caratteristico riflesso rossiccio è presente anche sul pelo della barba.
Vive sul massiccio della Guyana fra Venezuela centro-orientale (a sud-est dell'Orinoco) e Brasile nord-orientale (stato dell'Amapá).
Misura circa un metro di lunghezza, di cui più della metà spetta alla coda, non prensile ed a forma di manganello: i maschi sono leggermente più grandi delle femmine, inoltre la caratteristica barba che incornicia la mandibola è più sviluppata nel sesso maschile.

Il pelo è folto e nero su tutto il corpo.
Ha abitudini diurne ed arboricole: di notte i vari esemplari dormono saldamente aggrappati con le mani a rami d'albero, cambiando giaciglio notte per notte. Vive in gruppi di una ventina d'individui. Si nutre di frutta, foglie, fiori ed occasionalmente anche insetti e piccoli vertebrati.
Il periodo degli accoppiamenti cade fra l'estate e l'autunno australi: la gestazione dura circa cinque mesi, al termine dei quali nasce un unico cucciolo, che viene accudito unicamente dalla madre per tre mesi circa. La maturità sessuale viene raggiunta attorno ai quattro anni.
In natura, questi animali vivono fino a quindici anni.